# Кущовик світлодзьобий
Кущовик світлодзьобий (Aethomyias spilodera) — вид горобцеподібних птахів родини шиподзьобових (Acanthizidae). Мешкає на Новій Гвінеї і на островах Ару. Живе в тропічних вологих рівнинних лісах.
Довгий час світлодзьобого кущовика відносили до роду Кущовик (Sericornis), однак за результатами молекулярно-філогенетичного дослідження 2018 року він був віднесений до відновленого роду Aethomyias

## Підвиди
Виділяють п'ять підвидів:
- A. s. ferrugineus (Stresemann & Paludan, 1932) (острови Вайгео і Батанта);
- A. s. spilodera (Gray, GR, 1859) (північний захід і північ Нової Гвінеї, півострів Чендравасіх);
- A. s. granti Hartert, 1930 (гори Судірман);
- A. s. guttatus Sharpe, 1882 (південь і південний схід Нової Гвінеї);
- A. s. aruensis (Ogilvie-Grant, 1911) (острови Ару).